# Stygian
Stygian es una película dirigida por James Wan y Shannon Young estrenada en el año 2000

## Argumento
Jamie y Melinda, una joven pareja, se encuentran atrapados en un mundo llamado "El Exilio". La labor de Jamie consiste en encontrar a Melinda en ese extraño lugar.

## Reparto
- Ryan Gibson como Jamie.
- Lorna Pettifer como Melinda
- Gil Poznanski como Kenner.
- Leigh Whannell como Payaso/Niño punk.

- Datos: Q33101622